# 잭 픽포드

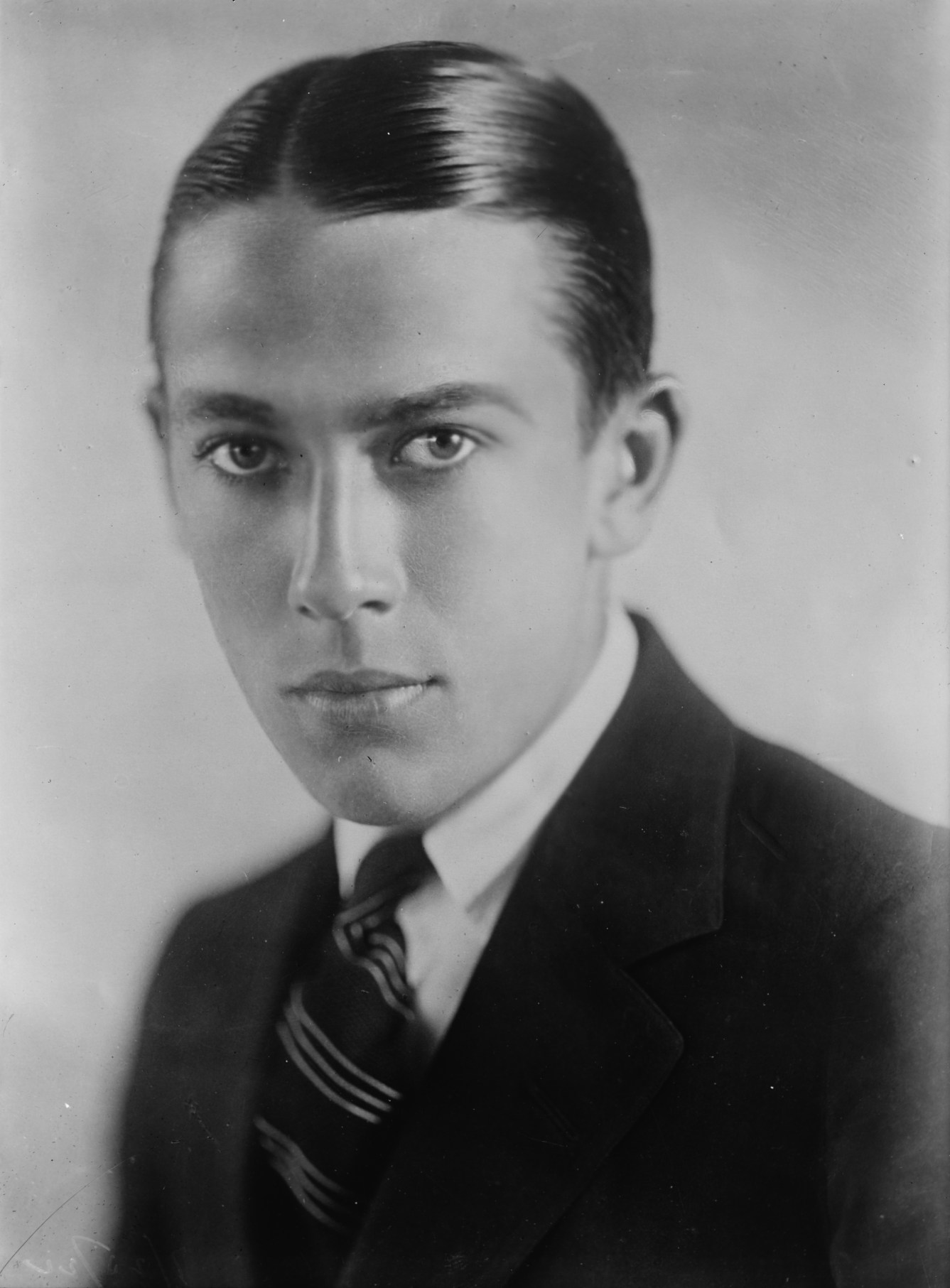

잭 픽포드(Jack Pickford, 1896년 8월 18일 ~ 1933년 1월 3일)는 캐나다의 배우, 연극 배우, 영화 감독, 영화 프로듀서이다.
토론토에서 태어났으며 파리에서 사망하였다. 사인은 소아마비이다. 포리스트 론 메모리얼 파크에 매장되었다.

## 영화
- 더 구스 우먼 (1925년)
- 소공자 (1921년)
- 허크와 톰 (1918년)
- 톰 소여 (1917년)
- 픽 앨리의 총잡이 (1912년)